# Гавриловский район
Гаври́ловский райо́н — административно-территориальная единица (район) и муниципальное образование (муниципальный район) на востоке Тамбовской области России.
Административный центр — село Гавриловка 2-я.

## География
Площадь 995 км². Основные реки — Ира, Средняя Ира.
Граничит: с Пичаевским, Бондарским, Кирсановским и Умётским районами области, а также Пензенской областью.

## История
Гавриловский район образован в январе 1935 года по решению ВЦИК РСФСР.
30 октября 1959 года к Гавриловскому району была присоединена часть территории упразднённого Рудовского района.
В феврале 1963 года была проведена реорганизация района и его территории были включены в состав Кирсановского и Пичаевского районов. Воссоздан Гавриловский район был 29 ноября 1979 года на основании Указа Президиума Верховного Совета РСФСР на базе колхозов и совхозов, ранее входивших в состав Кирсановского и Пичаевского районов.

## Население
| 2002    | 2009    | 2010    | 2012    | 2013    | 2014    | 2015    | 2016    | 2017    |
| ------- | ------- | ------- | ------- | ------- | ------- | ------- | ------- | ------- |
| 14 182  | ↘12 162 | ↘12 032 | ↘11 795 | ↘11 598 | ↘11 237 | ↘10 934 | ↘10 739 | ↘10 578 |
| 2018    | 2019    | 2020    | 2021    |         |         |         |         |         |
| ↘10 271 | ↘9944   | ↘9766   | ↘9644   |         |         |         |         |         |

### Национальный состав
По итогам переписи населения 2020 года проживали следующие национальности (национальности менее 0,1 % и другое, см. в сноске к строке «Другие»):
| Национальность | Численность, чел. | Доля     |
| -------------- | ----------------- | -------- |
| Русские        | 8919              | 92,48 %  |
| Армяне         | 196               | 2,03 %   |
| Таджики        | 85                | 0,88 %   |
| Украинцы       | 44                | 0,46 %   |
| Узбеки         | 37                | 0,38 %   |
| Татары         | 24                | 0,25 %   |
| Афганцы        | 17                | 0,18 %   |
| Молдаване      | 15                | 0,16 %   |
| Чеченцы        | 14                | 0,15 %   |
| Киргизы        | 12                | 0,12 %   |
| Грузины        | 10                | 0,10 %   |
| Другие         | 271               | 2,81 %   |
| Итого          | 9644              | 100,00 % |

## Административное деление
Гавриловский район как административно-территориальное образование включает 6 сельсоветов.
В Гавриловский район как муниципальное образование со статусом муниципального района входят 6 муниципальных образований со статусом сельских поселений:
| № | Муниципальное образование    | Административный центр | Количество населённых пунктов | Население (чел.) | Площадь (км²) |
| - | ---------------------------- | ---------------------- | ----------------------------- | ---------------- | ------------- |
| 1 | Булгаковский сельсовет       | село Булгаково         | 10                            | ↗1021            | 170,74        |
| 2 | Гавриловский 2-й сельсовет   | село Гавриловка 2-я    | 10                            | ↘3516            | 159,87        |
| 3 | Козьмодемьяновский сельсовет | село Козьмодемьяновка  | 8                             | ↘1099            | 178,79        |
| 4 | Осино-Гайский сельсовет      | село Осино-Гай         | 6                             | ↗951             | 177,42        |
| 5 | Пересыпкинский сельсовет     | село Пересыпкино 1-е   | 3                             | ↗2041            | 155,59        |
| 6 | Чуповский сельсовет          | село Чуповка           | 10                            | ↗1016            | 152,96        |

В рамках организации местного самоуправления в 2004 году на территории района были созданы 12 муниципальных образований со статусом сельских поселений (сельсоветов). В 2009 году упразднённый Гусевский сельсовет включён в Булгаковский сельсовет, а в 2013 году упразднённый Гавриловский 1-й сельсовет включён в Гавриловский 2-й сельсовет; Глуховский — в Козьмодемьяновский сельсовет; Дмитриевский — в Осино-Гайский сельсовет;  Пересыпкинский 2-й сельсовет — в Пересыпкинский сельсовет; Кондауровский — в Чуповский сельсовет.

## Населённые пункты
В Гавриловском районе 47 населённых пунктов (все — сельские).
| №  | Населённый пункт | Тип     | Население | Муниципальное образование    |
| -- | ---------------- | ------- | --------- | ---------------------------- |
| 1  | Алексеевка       | посёлок | ↘2        | Чуповский сельсовет          |
| 2  | Анненка          | село    | ↘17       | Осино-Гайский сельсовет      |
| 3  | Бессоновка       | деревня | ↘259      | Гавриловский 2-й сельсовет   |
| 4  | Булгаково        | село    | ↘644      | Булгаковский сельсовет       |
| 5  | Булыгино         | село    | ↘147      | Чуповский сельсовет          |
| 6  | Вельможка        | село    | ↘68       | Гавриловский 2-й сельсовет   |
| 7  | Верхняя Нечаевка | посёлок | ↘101      | Козьмодемьяновский сельсовет |
| 8  | Воля             | посёлок | ↘29       | Гавриловский 2-й сельсовет   |
| 9  | Воронцово        | деревня | ↘0        | Чуповский сельсовет          |
| 10 | Гавриловка 1-я   | село    | ↗510      | Гавриловский 2-й сельсовет   |
| 11 | Гавриловка 2-я   | село    | ↘2666     | Гавриловский 2-й сельсовет   |
| 12 | Глуховка         | село    | ↘375      | Козьмодемьяновский сельсовет |
| 13 | Гусёвка          | село    | ↘241      | Булгаковский сельсовет       |
| 14 | Дмитриевка       | село    | ↘365      | Осино-Гайский сельсовет      |
| 15 | Змеёвка          | деревня | ↘106      | Булгаковский сельсовет       |
| 16 | Ивановка         | село    | ↘239      | Гавриловский 2-й сельсовет   |
| 17 | Измайлово        | деревня | ↘19       | Чуповский сельсовет          |
| 18 | Козьмодемьяновка | село    | ↘595      | Козьмодемьяновский сельсовет |
| 19 | Коломытовка 1-я  | деревня | ↘0        | Козьмодемьяновский сельсовет |
| 20 | Коломытовка 2-я  | деревня | ↘0        | Козьмодемьяновский сельсовет |
| 21 | Кондаурово       | село    | ↘288      | Чуповский сельсовет          |
| 22 | Королёвка        | деревня | ↘8        | Осино-Гайский сельсовет      |
| 23 | Красная Нюдевка  | деревня | ↘92       | Пересыпкинский сельсовет     |
| 24 | Куриловка        | деревня | ↘17       | Чуповский сельсовет          |
| 25 | Липяги           | деревня | ↘2        | Гавриловский 2-й сельсовет   |
| 26 | Нижняя Нечаевка  | посёлок | ↘44       | Козьмодемьяновский сельсовет |
| 27 | Никольское       | деревня | ↘6        | Осино-Гайский сельсовет      |
| 28 | Новозелёново     | посёлок | ↘11       | Чуповский сельсовет          |
| 29 | Ольшанка         | деревня | ↘267      | Чуповский сельсовет          |
| 30 | Осино-Гай        | село    | ↘619      | Осино-Гайский сельсовет      |
| 31 | Павловка         | деревня | ↘12       | Осино-Гайский сельсовет      |
| 32 | Пересыпкино 1-е  | село    | ↘1520     | Пересыпкинский сельсовет     |
| 33 | Пересыпкино 2-е  | село    | ↘864      | Пересыпкинский сельсовет     |
| 34 | Поляково         | село    | ↘92       | Булгаковский сельсовет       |
| 35 | Рыбный           | посёлок | ↘77       | Гавриловский 2-й сельсовет   |
| 36 | Савлино          | деревня | ↘1        | Булгаковский сельсовет       |
| 37 | Садовый          | посёлок | ↗168      | Гавриловский 2-й сельсовет   |
| 38 | Синявка 1-я      | деревня | ↘125      | Булгаковский сельсовет       |
| 39 | Синявка 2-я      | деревня | ↘13       | Булгаковский сельсовет       |
| 40 | Софьино          | село    | ↘140      | Козьмодемьяновский сельсовет |
| 41 | Спокойное        | деревня | ↘10       | Булгаковский сельсовет       |
| 42 | Старая Рожковка  | деревня | ↗301      | Козьмодемьяновский сельсовет |
| 43 | Сурки            | деревня | ↘184      | Гавриловский 2-й сельсовет   |
| 44 | Сурки            | посёлок | ↘13       | Булгаковский сельсовет       |
| 45 | Чуповка          | село    | ↘452      | Чуповский сельсовет          |
| 46 | Чупятово         | посёлок | ↘2        | Булгаковский сельсовет       |

### Упразднённые населённые пункты
- В 2003 г. Крутенький, Желанный, Гремячка[23]
- В 2011 г. Камчатка, Новая Деревня, Малиновка, Прудки, Рудовские Выселки, Ольшанка (Дмитриевский сельсовет) включены в состав села Анненка[24].
- В 2015 году упразднён посёлок Озёрки Булгаковского сельсовета[25].
- В 2017 году упразднены село Царёвка и деревня Павловка Чуповского сельсовета[26].
- В 2018 году упразднена деревня Воробьёвка Чуповского сельсовета[27].

## Экономика
Район является преимущественно сельскохозяйственным. Основная производственная отрасль — растениеводство. Наибольший удельный вес в структуре занимают: зерно, подсолнечник и сахарная свёкла.

## Известные уроженцы
- В с. Осино-Гай родилась Космодемьянская, Зоя Анатольевна (1923—1941) — партизанка в первый год Великой Отечественной войны, Герой Советского Союза.